# Угљеша Влатковић
Угљеша Влатковић (рођен око 1359, умро после 1427) био је српски великаш са краја XIV и почетка XV века, који је имао титулу кесара и владао облашћу око Иногошта (Сурдулице), Врања и Прешева.
Његов деда, кнез Паскач и његов отац, севастократор Влатко, били су великаши Душана Силног, који су владали тим пределима, око данашње границе између Републике Србије и Републике Македоније, укључујући и жупу Славиште. Њихова задужбина је манастир Псача са црквом светог Николе, подигнут око 1354. године, код истоименог села, недалеко од Криве Паланке. Његов живопис потиче са краја седме деценије XIV века, а један од дечака представљених на ктиторској композицији, могао би бити Угљеша.
Угљеша је још као дечак добио титулу кесара од цара Уроша, али су га, после очеве смрти, из већег дела његових земаља истиснули његови суседи, браћа Дејановићи. Он је, вероватно после битке на Ровинама 1395. године и пропасти државе Дејановића и Мрњавчевића, успео да поврати очеве поседе и признао је врховну власт османског султана. Почетком XV века, Угљеша је поклонио једну цркву светогорском манастиру Хиландару.
Није познато да ли је учествовао у Ангорској бици, али се зна да се прикључио, са својом војском, снагама које је у септембру 1402. године, Бајазитов син Сулејман упутио у Србију. Њихов задатак био је да се придруже снагама Бранковића и спрече повратак Стефана Лазаревића у земљу. Недалеко од манастира Грачанице на Косову код Трипоља, дошло је 21. новембра до тзв. Грачаничке битке, између Лазаревића и Бранковића. Кесар Угљеша је, као део османских снага, био упознат са њиховим ратним планом, о чијим детаљима је пре битке известио Стефана Лазаревића. Поред тога, он је на почетку саме битке прешао Стефанову страну, тако да је својим активностима значајно допринео победи Лазаревића. Као награду за његово држање, деспот Стефан му је потврдио власт над областима које је држао његов отац и оне су ушле у састав Стефанове државе.
Током наредних година, Угљеша је био веран вазал и сарадник Стефана Лазаревића, а са својим снагама је уз њега учествовао и бици код Космидиона 15.06., током османског грађанског рата.Византијски извори га помињу као део српске делегације која је пратила деспота Стефана, током његовог боравка у Цариграду, непосредно након битке, на позив византијског цара Манојла II.
Његове области, као рубне области тадашње Србије према османским територијама нашле су се на удару Бајазитовог сина Мусе, који је 1412. године преко Чемерника упао у државу Стефана Лазаревића. Он је опустошио Врање и напао Ново Брдо, а сам Угљеша се повукао и једва спасао.
После Стефанове смрти 1427. године, његов биограф и сарадник Константин Филозоф је прешао на двор кесара Угљеше и на њему је живео неко време.
Угљеша је имао сина Стефана, који преминуо око 1400. године и сахрањен је манастиру Љубостињи.